# Pikmin
Pikmin je série strategických RPG videoher hraných v reálném čase vyvinuta společností Nintendo. Sérii vymyslel Šigeru Mijamoto. Každá hra začíná ztroskotáním nebo přistáním na planetu podobnou Zemi, PNF-404. Hráč hraje za jednoho nebo i více mimozemských kapitánů, kteří jsou z různých planet. Hlavním cílem her je sbírat objekty, bojovat s nepřátelskými stvořeními a řešit hlavolamy pomocí malých rostlinných stvoření Pikmin, které hráč vyšle povelem nebo hozením. Série Pikmin obsahuje 4 hlavní hry, 4 předělané či upravené hry a 3 vedlejší hry.
Hlavní postavou, za kterou hráč hraje ve většině her ze série, je Kapitán Olimar, malý humanoidní mimozemšťan, z planety Hocotate. Ve hrách, kde hráč nehraje za Kapitána Olimara, hraje za jiné postavy z planety Koppai. V Pikmin 4 si hráč svojí postavu vytváří sám a také mu poprvé v sérii pomáhá psovité stvoření Oatchi. Všechny postavy nosí skafandr, který má zabudovanou píšťalu, kterou používají na volání Pikminů.

## Pikminové
Pikminové jsou pár centimetrů malá stvoření s lístkem na hlavě. Během hry se lístek změní v poupě a poté i v květ. Je 9 hlavních druhů, 3 byly uvedeny v první hlavní hře a každá další hlavní hra přidala další 2 druhy. Každý druh Pikminů má jiné schopnosti.
- Red Pikmin, červení Pikminové s dlouhým špičatým nosem, jsou imunní vůči ohni a silnější bojovníci než jiní Pikmini.
- Yellow Pikmin, žlutí Pikminové s velkýma ušima, jsou imunní vůči elektřině, vodiví a lehčí než jiní.
- Blue Pikmin, modří Pikminové s výraznou pusou, dokážou dýchat pod vodou a vodní útoky nepřátel na ně nemají efekt.
- Purple Pikmin, fialoví Pikminové, jsou větší, těžší a silnější než ostatní. Dokážou unést desetinásobek toho co ostatní.
- White Pikmin, bílí Pikminové s červenýma očima, jsou jedovatí a rychlejší než ostatní.
- Rock Pikmin, šedí kamenní Pikminové, vypadají jako kámen, je možné s nimi rozbít krystaly a jiné křehké věci. Také jsou silnější než jiní.
- Winged Pikmin, okřídlení růžoví Pikminové, umí létat přes vodu a rokliny, jsou slabší než ostatní při útočení.
- Ice Pikmin, světle modří ledoví Pikminové, dokážou zmrazit nepřátele a ve větších počtech vodní tělesa. Když jdou do vody, tak plují na hladině.
- Glow Pikmin, zelení svítící Pikminové, jsou imunní vůči všem živlům, ale dají se použít jen v noci a v jeskyních.

## Přehled her série Pikmin
- Pikmin (2001) Gamecube – První hra v sérii
- Pikmin 2 (2004) Gamecube – Druhá hra v sérii
- Pikmin (New Play Control!) (2008) Wii – První hra upravená pro Nintendo Wii
- Pikmin (New Play Control!) (2009) Wii – Druhá hra upravená pro Nintendo Wii
- Pikmin 3 (2013) Wii U – Třetí hra v sérii
- Hey! Pikmin (2015) 3DS – Vedlejší plošinová hra s prvky hlavních her
- Pikmin 3 Deluxe (2020) Switch – Třetí hra upravená pro Nintendo Switch
- Pikmin Bloom (2021) Android a iOS – Vedlejší hra na mobilní zařízení
- Pikmin 1+2 (2023) Switch – První a druhá hra upravená pro Nintendo Switch
- Pikmin 4 (2023) Switch – Čtvrtá hra v sérii
- Pikmin Finder (2023) Prohlížeč – Vedlejší AR hra hratelná v prohlížeči[3]

Vedlejší hry série berou prvky z hlavních her, ale jsou herním žánrem jiné. Hey! Pikmin je plošinová hra, kde hráč hraje za Kapitána Olimara a hra se hraje jen pomocí joysticku a stylusu. Pikmin Bloom je mobilní hra od firmy Niantic, kde hráč sbírá Pikminy a ničí s nimi houby, které jsou umístěné v reálném světě. Hráč také může sázet květiny chozením. Pikminové v této hře můžou mít kostýmy. Pikmin Finder je hra v prohlížeči, ve které hráč získá Pikminy a posílá je sbírat poklady.